# Owen Pappoe
Owen Pappoe (Lawrenceville, Georgia; 29 de septiembre de 2000) apodado The Freak, es un jugador profesional estadounidense de fútbol americano, se desempeña en la posición de linebacker en Arizona Cardinals, en la National Football League (NFL).

## Carrera
Hizo su debut profesional con el equipo Arizona Cardinals, lleva jugando una temporada, comenzó en el 2023.